# برنارد هاينز
برنارد هاينز (بالإنجليزية: Bernard Heinze)‏ هو معلم موسيقى أسترالي، ولد في 1 يوليو 1894 في شيبارتون في أستراليا، وتوفي في 10 يونيو 1982 في سيدني في أستراليا.

## وصلات خارجية
- برنارد هاينز على موقع ميوزك برينز (الإنجليزية)
- برنارد هاينز على موقع ديسكوغز (الإنجليزية)